# Jean Sévry
 (janvier 2023).
Jean Sévry, né à Paris le 11 novembre 1932 et mort à Castelnau-le-Lez le 22 mai 2012,, est un universitaire français, agrégé d'anglais, spécialiste des littératures et cultures de l'Afrique australe, qui fut professeur à l'université de Montpellier, également traducteur et président de la Société internationale d'étude des littératures de l'ère coloniale (SIELEC).
Il est l'auteur d'une thèse d'État, Le roman et les races en Afrique du Sud de la guerre des Boers aux années soixante, soutenue en 1978 à l'université Sorbonne Nouvelle.

## Sélection de publications
- Anthologie critique de la littérature anglophone (en collaboration), 10-18, 1983.
- La Voix, de Gabriel Okara, roman traduit de l’anglais, Hatier poche, 1985.
- Afrique du Sud, l'apartheid en crise, La Documentation française, 1987.
- Chaka, empereur des zoulous. Histoire, mythes et légendes, L’Harmattan, 1991.
- Les Ancêtres et la Montagne sacrée et autres récits, poèmes de Mazisi Kunene, éditions du Silex, 1994.
- Le Télescope de Rachid de Jamal Mahjoub, roman traduit de l'anglais en coll. avec Madeleine Sévry, Actes-Sud, 2000.
- Le Train des sables, de Jamal Mahjoub, roman traduit de l'anglais en coll. avec Madeleine Sévry, Actes-Sud, 2001.
- Là d'où je viensde Jamal Mahjoub, roman traduit de l'anglais en coll. avec Madeleine Sévry, Actes-Sud, 2004.
- Nubian indigo : une histoire d'eau, d'amour et de légendes, de Jamal Mahjoub, roman traduit de l'anglais en coll. avec Madeleine Sévry, Actes-Sud, 2006.
- Littératures d’Afrique du Sud, Paris, Karthala, 2007 (mention spéciale du Grand prix littéraire d'Afrique noire, 2007[4])
- Le Désenchantement colonial (en collaboration), Kailash, Paris/Pondichéry, 2009
- Un voyage dans la littérature des voyages : la première rencontre, L'Harmattan, 2012.
- Quatre femmes écrivains dans l'aventure coloniale : Mary Kingsley, Karen Blixen, Elspeth Huxley, Gertrude Bell, Kailash, 2013